# Liste der Baudenkmale im Landkreis Cloppenburg
Die Liste der Baudenkmale im Landkreis Cloppenburg enthält die nach dem Niedersächsischen Denkmalschutzgesetz geschützten Baudenkmale im niedersächsischen Landkreis Cloppenburg.
Der Übersicht und Länge halber ist die Liste nach den Städten und Gemeinden des Landkreises separiert. Diese Einteilung findet sich in der folgenden Tabelle, in der zu jedem Eintrag, soweit möglich, ein exemplarisches Foto eines Baudenkmals aus der jeweiligen Stadt oder Gemeinde zu finden ist.
| Bild       | Stadt/Gemeinde | Karte | Liste                                        | Ortsteile |
| ---------- | -------------- | ----- | -------------------------------------------- | --- |
|            |                |       |                                              | |
| Kirche     | Barßel         |       | Liste der Baudenkmale in Barßel              | - Barßel - Carolinenhof - Elisabethfehn - Harkebrügge - Reekenfeld                                                                     |
| Heimathaus | Bösel          |       | Liste der Baudenkmale in Bösel               | - Bösel - Petersdorf |
| Kirche     | Cappeln        |       | Liste der Baudenkmale in Cappeln (Oldenburg) | - Bokel - Cappeln - Elsten - Mintewede - Nutteln/Tegelrieden - Schwichteler - Sevelten - Tenstedt - Warnstedt                          |
|            | Cloppenburg    |       | Liste der Baudenkmale in Cloppenburg         | - Bethen - Cloppenburg - Museumsdorf Cloppenburg - Kellerhöhe - Schmertheim - Vahren                                                   |
|            | Emstek         |       | Liste der Baudenkmale in Emstek              | - Bühren - Emstek - Halen - Hoheging - Höltinghausen                                                                                   |
| Gut Lage   | Essen          |       | Liste der Baudenkmale in Essen (Oldenburg)   | - Addrup - Ahausen - Barlage - Bartmannsholte - Bevern - Brokstreek - Brook - Essen - Felde - Gut Lage - Osteressen - Sandloh - Uptloh |
|            | Friesoythe     |       | Liste der Baudenkmale in Friesoythe          | - Altenoythe - Friesoythe - Gehlenberg / Ellerbrook - Kamperfehn - Markhausen - Middelsten Thüle - Neuscharrel                         |
|            | Garrel         |       | Liste der Baudenkmale in Garrel              | |
| Kirche     | Lastrup        |       | Liste der Baudenkmale in Lastrup             | - Groß Roscharden - Hemmelte - Klein Roscharden - Kneheim - Lastrup - Matrum - Nieholte - Schnelten - Timmerlage                       |
|            | Lindern        |       | Liste der Baudenkmale in Lindern (Oldenburg) | |
| Windmühle  | Löningen       |       | Liste der Baudenkmale in Löningen            | - Angelbeck - Benstrup - Ehren - Elbergen - Evenkamp - Löningen - Neuenbunnen - Röpke - Wachtum                                        |
|            | Molbergen      |       | Liste der Baudenkmale in Molbergen           | |
| Windmühle  | Saterland      |       | Liste der Baudenkmale im Saterland           | - Ramsloh - Scharrel - Sedelsberg - Strücklingen                                                                                       |